# Die Hard with a Vengeance
Die Hard with a Vengeance is de derde Die Hard-film. De film werd in 1995 uitgebracht. De hoofdrol was opnieuw voor Bruce Willis. Nieuwkomer was Samuel L. Jackson, met wie Willis al eerder had gespeeld in Pulp Fiction. Net als deel één werd dit deel geregisseerd door John McTiernan. In 2007 kwam de film Die Hard 4.0 uit in de bioscopen.
Het script, met de naam Simon Says, werd geschreven door Jonathan Hensleigh. Het was aanvankelijk bedoeld als script voor een actiefilm met Brandon Lee. Hij stierf echter in 1993. Later was de bedoeling om het script te gebruiken voor een eventueel vierde Lethal Weapon-deel.

## Verhaal
De film speelt zich in de zomer van 1995 af, zo'n 5,5 jaar na het tweede deel. Een terrorist die zichzelf Simpele Simon noemt, heeft een warenhuis aan Sixth Avenue opgeblazen en dreigt meer bomaanslagen te plegen als de NYPD niet doet wat hij zegt.
John McClane, die geschorst is van de politie en alcoholist is geworden, moet van Simpele Simon enkele tijdgebonden opdrachten uitvoeren, om andere bomaanslagen te voorkomen. Zijn eerste opdracht is dat hij met een bord, waar "I hate niggers" (Ik haat nikkers) op staat door Harlem moet lopen. De winkeleigenaar en elektricien Zeus Carver ziet John McClane met het bord lopen en besluit een praatje met hem te maken.
Hij vraagt John wat hem bezielt en waarschuwt John dat hij zo'n 10 seconden heeft voordat hangjongeren hem opmerken. John vertelt op zijn beurt dat hij geen keuze heeft omdat er anders nog meer bomaanslagen zullen komen. Dan worden John en Zeus opgemerkt en worden ze belaagd. Ze slagen erin te ontsnappen en gaan terug naar het hoofdbureau. Op het hoofdbureau worden ze gebeld door Simon die laat weten dat hij verbaasd is dat John de opdracht overleefde. Nu worden John en Zeus gedwongen de opdrachten samen uit te voeren.
De politiepsycholoog, Dr. Fred Schiller, is ervan overtuigd dat Simon een enorme haat tegen John heeft, maar hij weet niet waarom. Ook merkt hij op dat Simon een Duitser is. Johns schorsing wordt ingetrokken door inspecteur Walter Cobb, waarna John en Zeus op pad kunnen. Verder krijgen ze te horen dat Simon zo'n 1400 liter aan vloeibare explosieven heeft gestolen.
Hun opdracht samen is om naar een betaaltelefoon bij het metrostation van 72nd Street te gaan. De opdracht is dat ze binnen 30 minuten naar het Wall Street metrostation moeten gaan om daar de bom die in de metro zit te ontmantelen. Ze vorderen een taxi en racen dwars door Central Park naar het zuiden van Manhattan. Ze komen echter vast te zitten in een immense file. McClane roept via zijn politieradio een ambulance op, om die vervolgens te kunnen volgen. John verlaat de auto en gaat de metro in om de bom eerder te onderscheppen. Zeus rijdt verder naar Wall Street station en krijgt daar een telefoontje van Simon. Omdat McClane er niet bij is, beschouwt Simon de opdracht als mislukt, waardoor de metro en het station alsnog ontploffen. Er vallen geen doden, maar de ravage is zowel ondergronds als bovengronds enorm.
John en Zeus melden zich weer bij inspecteur Cobb en worden voorgesteld aan enkele FBI- en CIA-agenten. De identiteit van Simon en enkele van zijn handlangers zijn bekend geworden. Simons alias is Peter Krieg, een kolonel van de Nationale Volksarmee, maar zijn echte naam is Simon Gruber. Simon Gruber is de broer van Hans Gruber, de terrorist die John McClane een paar jaar eerder heeft gedood. Iedereen gaat er nu vanuit dat de bomaanslagen een wraakactie waren. De andere twee handlangers zijn het koppel Matthias Targo en Katya, die veel klusjes voor terroristen doen.
Simon belt inspecteur Cobbs en maakt bekend dat er in een van de 1446 scholen van New York een bom aanwezig is, die ontploft zodra de scholen uit zijn. De bom is gevoelig voor de politie en FBI-radiofrequenties, waardoor al het radioverkeer via de meldkamer moet lopen. Om de naam van de school te krijgen, moeten McClane en Zeus meer opdrachten voltooien, terwijl de politie ondertussen een massale zoekactie start.
De volgende opdracht van John en Zeus is om binnen 20 minuten naar een betaalde telefoon in Tompkins Square Park te gaan. Eenmaal aangekomen krijgen ze opdracht om een bomkoffer te ontmantelen door precies 4 gallons af te meten. Ze hebben een fles met 3 gallons en 5 gallons. Dit moet binnen 5 minuten gebeuren, anders ontploft de bom alsnog. John en Zeus komen er niet uit en krijgen een fikse ruzie. Tijdens de ruzie komen ze wel op het antwoord, waardoor ze de bom op tijd kunnen ontmantelen.
Intussen doet Simon zich voor als een ingenieur, om de schade op te nemen en om zijn werknemers de metro in te leiden. De kluis van de Federal Reserve Bank van New York bevindt zich naast het metrostation. Simons handlangers worden onder begeleiding van Rechercheur Ricky Walsh en twee agenten naar het metrostation gebracht. De twee agenten worden verdoofd en Ricky wordt doodgeschoten. Hierna kunnen Simons handlangers ongestoord de tunnels in om de kluis van de Federal Reserve Bank binnen te dringen. Simon doet zich vervolgens voor als een bloemist die een transactie wil doen, om de beveiligers uit te schakelen. Zijn handlangers vermommen zich als bewakers, om iedereen buiten te houden. Simon begeeft zich naar de kluis en schakelt daar de laatste bewakers uit. Vervolgens geeft hij zijn mensen de opdracht om de kluis, die $ 140.000.000.000 aan goudstaven bevat, te legen in de vrachtwagens. Simon wordt vervolgens gebeld door John en Zeus en laat op zijn beurt weten dat hij steeds door hen wordt overtroffen en geeft zijn laatste raadsel: "wat is de helft van 42?" en stuurt ze naar het Yankee Stadion. John en Zeus gaan naar het stadion, maar worden op Wall Street bijna overreden door een kiepwagen. John begint te beseffen dat de opdrachten een mogelijke afleidingsmanoeuvre konden zijn, zodat Simon een bank in Wall Street kon beroven.
Omdat de Federal Reserve Bank precies naast het ontplofte metrostation is, gaan John en Zeus daar als eerst een kijkje nemen. Simons handlangers merken dit op en geven dit door aan Simon. Zeus begeeft zich naar de mannen die vermomd zijn als politieagenten, om de bomkoffer af te geven. Simon geeft aan dat Zeus mag gaan, maar dat John vermoord moet worden. John, die intussen het de bank binnenkomt, heeft meteen door dat de bewakers vermomd zijn, doordat een van hen de politiebadge van Ricky draagt. Hij schakelt ze uit en gaat verder naar de kluis. In de kluis ontdekt hij het lijk van Ricky en ziet dat de hele kluis geleegd is. Zeus, die haastig door de nepagenten werd verlaten, begint ook door te krijgen dat er iets niet klopt. Hij loopt het metrostation binnen en kan gemakkelijk de kluis in. Daar komt hij met John tot de conclusie dat Simons spel gewoon een afleiding was, zodat hij de bank kon leegroven.
Om alsnog de naam van de school te verkrijgen, gaan ze naar het Yankee Stadium. Onderweg komen ze tot de conclusie dat de schoolnaam de naam van de 21ste president is, maar ze weten niet wie. Vervolgens zien ze een colonne met kiepwagens op de FDR Drive rijden, iets wat erg ongewoon is. John informeert inspecteur Cobb, zegt hem om alle bruggen over de Hudson af te sluiten en vraagt hem wie de 21ste president was. Voordat Cobb nog kan antwoorden, wordt de verbinding verbroken. Later zien ze nog een kiepwagen rijden en besluiten hem tegen te houden. De chauffeur van de kiepwagen, Jerry, vertelt dat hij onderweg is naar de New York City Water Tunnel No. 3 en geeft McClane een lift, terwijl Zeus achter hen aanrijdt. Als ze bij de tunnel aankomen, krijgen ze te horen dat er zojuist 14 kiepwagens zonder toestemming in zijn gereden. John en Jerry gaan de tunnel in en zien een van de kiepwagens. John schakelt de handlangers uit en neemt de kiepwagen over. Als laatste vraagt hij Jerry om inspecteur Cobb te informeren en vraagt hem wie de 21ste president is. Jerry antwoordt dat de 21ste president Chester Arthur was en gaat vervolgens weer weg. Vervolgens probeert Simon contact te maken met zijn handlangers, waarop John zegt dat hij Simons plan doorheeft en hem gaat doden. Simon geeft zijn handlanger Targo de opdracht de dam op te blazen, zodat John verdrinkt. John ontsnapt echter via een van de ventilatieschaften.
Zeus is intussen naar het stadion gegaan en vindt daar een lijstje waar alleen maar 'Game Over' op staat. Wat Zeus niet doorheeft is dat hij onder schot wordt gehouden door Simons mannen. Die schieten hem niet dood omdat hij alleen is, waardoor Zeus weer weg kan gaan. Terwijl Zeus onderweg is naar het uiteinde van de tunnel, ziet hij John gelanceerd worden uit de schaft. Hij pikt John op, maar wordt meteen onder vuur genomen door diezelfde mannen die hem onder schot hielden bij het stadion. Na een korte achtervolging schakelen ze de mannen uit. John onderzoekt de mannen en merkt op dat elk van Simons mannen een rolletje met kleingeld heeft. John beseft dat het tol is voor de brug bij de haven van Bridgeport. Ze rijden naar de haven toe en zien dat een cargoschip net vertrokken is, met veertien kiepwagens op de kade.
Om aan boord te kunnen komen, rollen ze de lier van de auto uit, en maken die aan de scheepsmast vast. Maar doordat de boot verder vaart, rolt de auto van de brug af, waardoor John en Zeus een flinke val maken. John geeft Zeus de opdracht om Simon en zijn handlangers te zoeken, terwijl John op onderzoek uitgaat. Hij ontdekt dat er helemaal geen goud aan boord is en wordt daarna aangevallen door Targo. John verslaat Targo en gaat naar de stuurhut om de kustwacht op te roepen. De kustwacht zet hem op wacht en vervolgens ziet John dat de echte bom aan boord is.
Dan lopen Simon, zijn handlangers en de verwonde Zeus binnen. Simon vertelt John dat het hele spel geen wraakactie was, maar een simpele afleidingsmanoeuvre. Vervolgens worden John en Zeus aan de bom vastgebonden. Terwijl Simon en zijn handlangers ervandoor gaan, wordt hij geconfronteerd door de zwaargewonde Targo. Die vraagt hem waar het goud is en voelt zich verraden. Katya haalt haar pistool tevoorschijn, en het lijkt alsof ze Simon gaat neerschieten, maar ze doodt Targo.
Ondertussen slagen John en Zeus erin om te ontsnappen nét voordat het schip ontploft. Hierna ontdekt John waar Simon mogelijk naartoe is gegaan. Simons aspirines zijn namelijk bij de 'North of the Border' rustplaats in Quebec gekocht. John en Zeus vliegen er met een traumahelikopter naartoe en ontdekken dat Simon daar inderdaad is.
Simon ziet dat hij omsingeld is door een enorme politiemacht, en laat zijn handlangers met het goud alvast gaan. Vervolgens gaat hij samen met Katya een helikopter in en probeert met een machinegeweer John uit de lucht te schieten. Johns helikopter wordt geraakt en maakt een noodlanding. Terwijl de piloten en Zeus zichzelf in veiligheid proberen te brengen, leidt John Simon af. Terwijl Simon zijn wapen positioneert, beschiet John enkele elektriciteitsdraden, die vervolgens op Simons helikopter vallen. De helikopter kantelt en knalt tegen een paal, waarop de helikopter explodeert.

## Rolbezetting
| Acteur                  | Personage                     |
| ----------------------- | ----------------------------- |
| Bruce Willis            | Inspecteur John McClane       |
| Samuel L. Jackson       | Zeus Carver                   |
| Jeremy Irons            | Simon Gruber/Peter Krieg      |
| Graham Greene           | Rechercheur Joe Lambert       |
| Colleen Camp            | Rechercheur Connie Kowalski   |
| Larry Bryggman          | Inspecteur Walter Cobb        |
| Anthony Peck            | Rechercheur Ricky Walsh       |
| Nicholas Wyman          | Mathias Targo                 |
| Sam Phillips            | Katya                         |
| Stephen Pearlman        | Dr. Fred Schiller             |
| Kevin Chamberlin        | EOD-officier Charlie Weiss    |
| Richard Russell Ramos   | FBI-chef Hugh Prantera        |
| Michael Cristofer       | Bill Jarvis                   |
| Richard E. Council      | Otto                          |
| Mischa Hausserman       | Mischa                        |
| Phyllis Yvonne Stickney | Wanda Shepard                 |
| Damien Demento          | Erik (als Phil Theis)         |
| Sven Toorvald           | Karl                          |
| Robert Sedgwick         | Rolf                          |
| Timothy Adams           | Gunther                       |
| Tony Halme              | Roman                         |
| Aldis Hodge             | Raymond Carver, Zeus' zoontje |

## Prijzen en nominaties

### Gewonnen
- BMI Film Music Award voor Michael Kamen (1996) - voor de muziek
- Goldene Leinwand (1995)

### Nominaties
- MTV Movie Award Best Action Sequence (1996) - voor de actiescènes
- Saturn Award Best Action/Adventure Film (1996)

## Trivia
- Dit is de eerste Die Hard-film die zich niet tijdens Kerstmis afspeelt.
- In het originele script van Jonathan Hensleigh zou McClanes maatje Carver gespeeld worden door een vrouw.
- Aanvankelijk zou Laurence Fishburne het maatje van McClane spelen. Hij weigerde de rol. Later overwoog hij alsnog de rol aan te nemen, maar toen was Jackson al gecast.
- De film werd opgenomen onder de werktitel Die Hard: New York.
- Om rellen te voorkomen, stond op het bord waarmee Bruce Willis halfnaakt door de New Yorkse wijk Harlem liep geen "I hate niggers", en ook geen "I hate everyone", zoals ten onrechte vaak wordt gezegd, maar was het bord blanco. Toen de film werd gemonteerd, werd de tekst met behulp van CGI toegevoegd. Tijdens sommige televisievertoningen en vertoningen in vliegtuigen wordt de alternatieve tekst "I hate everyone" nog regelmatig getoond.
- Vicepresident Dick Cheney heeft een cameo in de film.
- Veel scènes werden opgenomen in Charleston in South Carolina. Ook de scène met de metro die ontploft, werd er opgenomen.
- John McTiernan overwoog vlak voor de première om de ontploffing in het warenhuis aan het begin van de film eruit te monteren. McTiernan was namelijk bang dat het Amerikaanse publiek een dergelijke scène ongepast zou vinden vlak na de bomaanslag in Oklahoma City, die vlak voor het uitbrengen van de film plaatsvond.
- Er was nog een ander script voor de film beschikbaar, waarin een groep terroristen een cruiseschip zou kapen. Dit script werd echter al gebruikt voor Under Siege van Steven Seagal.
- De seksscène tussen Jeremy Irons en Sam Phillips werd op het laatste moment aan de film toegevoegd, omdat de film toch al een "17 jaar en ouder"-classificatie zou krijgen en een seksscène zou dit niet veranderen.
- Jonathan Hensleigh werd na het afronden van het script meegenomen door de FBI, omdat hij veel te veel zou weten over de Federal Gold Reserve in New York.
- Net als in het eerste Die Hard-deel is vrijwel al het Duits dat in de film wordt gesproken grammaticaal incorrect. In de Duits nagesynchroniseerde versie is dit rechtgezet, omdat hier de stemmen zijn ingesproken door Duitstaligen. Om voor Duitsers duidelijk te maken dat het om buitenlandse terroristen ging, werd ervoor gekozen om de terroristen een Oost-Duits accent te geven.
- McTiernans eerste keuze om Gruber te spelen was Sean Connery. Hij weigerde de rol, omdat hij niet zo'n "duivelse slechterik" wilde spelen.
- David Thewlis zou eerst de rol van Jeremy Irons spelen.